# Sigurd Hilkenbach
Sigurd Hilkenbach (* 18. März 1931 in Berlin; † 4. August 2024 ebenda) war ein deutscher Sänger, Musikredakteur und Verkehrshistoriker, der insbesondere zur Berliner Straßenbahn geforscht und zahlreiche Bücher dazu veröffentlicht hat.

## Leben

### Familie
Der in Lingen geborene Vater Dietrich Anton Wilhelm Jacob (Dietrich) Hilkenbach (1891–1975) kam nach dem Ersten Weltkrieg nach Berlin und war im Bankwesen tätig. Die Familie der Mutter kam um 1892 aus der Gegend des heutigen Elbląg in die Hauptstadt. Hier lernte die Großmutter Elisabeth Bertha Stelmaczek, geb. Neubert (1869–1955), Martin Stelmaszka aus Malta in der Nähe von Posen kennen. Aus dieser Verbindung ging 1896 in Berlin die Tochter Hedwig Charlotte Bertha (Hedwig) Hilkenbach, geb. Stelmaszek, (1896–1994) hervor. Die Eltern heirateten im Jahre 1923 in Berlin; die Ehe wurde 1951 geschieden. Aus dieser Ehe gingen im Jahre 1925 die älteren Zwillingsbrüder Dietrich (1925–2024) und Gernot Hilkenbach (1925–2020) hervor.

### Kindheit und Jugend
Sigurd Hilkenbach kam am 18. März 1931 als jüngster Sohn in der Privatklinik des jüdischen Frauenarztes Benno Hallauer am Schiffbauerdamm zur Welt. Die Familie wohnte im heutigen Haus Alt-Moabit 126 in Berlin-Moabit. Die Mutter war als Zwischenmeisterin in der Damenkonfektion tätig, wodurch die Familie die gesamt Dachetage nutzte. Zudem besaß die Familie ein Wochenendgrundstück in Neu-Venedig, im Ortsteil Wilhelmshagen.
Im Alter von zehn Jahren kam Sigurd Hilkenbach, nach vier Jahren Grundschule, an das Berliner Luisengymnasium. Die beiden Brüder wurden im Mai 1943, im Alter von 17 Jahren, direkt von der Schule zur Wehrmacht einberufen. Beide überlebten den Krieg, wurden aber 1944, Dietrich in Italien und Gernot in der Nähe von Lötzen (Giżycko), verwundet. Sigurd wurde im September 1943 im Rahmen der Kinderlandverschickung nach Pabianice, einem Vorort von Lodz (damals Litzmannstadt), evakuiert. Seine Erlebnisse aus dieser Zeit veröffentlichte das Museum der Stadt Pabianice unter dem Titel „K. L. V. - Lager Pabianitz Topfergasse 7 we wspomnieniach Sigurda Hilkenbacha“. Aufgrund des Vormarsches der Roten Armee erfolgte Anfang 1945 die überstürzte Rückkehr nach Berlin. Anschließend floh die Familie über den Teltowkanal in Richtung Westen, wobei sie der letzten Fahrt einer Treidellokomotive beiwohnte.
Da das elterliche Wohnhaus halbwegs unbeschädigt geblieben war, kehrte die Familie nach Kriegsende nach Moabit zurück. Bruder Dietrich wurde im Frühjahr 1946 aus amerikanischer Kriegsgefangenschaft entlassen; Bruder Gernot hingegen war 1947 aus französischer Kriegsgefangenschaft geflohen. Im Jahre 1953 zogen Großmutter, Mutter und die drei Söhne nach Zehlendorf, wo die Mutter ein Grundstück in der Clayallee erworben hatte, wo er bis zu seinem Tod lebte. Das Grundstück in Neu-Venedig wurde nach dem Mauerbau verpachtet, blieb aber im Eigentum der Familie.

## Karriere als Schlagersänger und Musikredakteur
Nach dem 1949 abgelegten Notabitur begann Hilkenbach ein Jura-Studium. Er schloss das Studium nicht ab, sondern begann auf Wunsch des Vaters zunächst eine Tätigkeit als Bankangestellter. Von 1957 bis 1964 war Hilkenbach Teil des Amiga-Schlager-Quartetts Ping-Pongs.  Alle Mitglieder des Quartetts waren sogenannte Grenzgänger; Hilkenbach besaß darüber hinaus einen postalischen Zweitwohnsitz in der Bundesrepublik Deutschland. Neben Schallplatten, nahm das Quartett auch Aufnahmen für die DEFA-Spielfilme "Vergeßt mir meine Traudel nicht" (1957) und "Meine Frau macht Musik" (1958) auf.
Ab 1963 war Hilkenbach als Musikredakteur für RIAS Berlin tätig. Zu seinen Kollegen zählte neben Nero Brandenburg, Lutz Adam und Lord Knut auch Jürgen Meyer-Kronthaler, der ebenfalls als Autor verschiedener Werke (hauptsächlich über die Berliner S- und U-Bahn) tätig war. Nach der Abwicklung des RIAS, war Hilkenbach als Musikredakteur beim Deutschlandradio tätig. Auch nach seiner eigentlichen Pensionierung moderierte er abendliche und nächtliche Jazz-Sendungen.

## Fotograf und Verkehrshistoriker

### Interesse am Berliner Nahverkehr
Von Kindesbeinen an war Hilkenbach vom Berliner Nahverkehr fasziniert. Dies lag nicht zuletzt an seinem Wohnsitz, da er zum Erreichen der Schule täglich die Straßenbahn benutzte. Gleiches gilt für die Wochenenden auf dem Grundstück in Neu-Venedig.
Bei einem Fahrradausflug mit seiner Mutter im August 1944 von Wilhelmshagen zur Woltersdorfer Schleuse entstand ein bekanntes Fotomotiv, welches ihn im Alter von 13 Jahren vor dem Triebwagen 5 der Woltersdorfer Straßenbahn zeigte. Anlässlich seines 93. Geburtstages stellte der Betrieb das Foto an der gleichen Stelle, 80 Jahre später, nach. Bis zu seinem Tod pflege Hilkenbach einen intensiven Kontakt zu den Mitarbeitern der Woltersdorfer Straßenbahn.
Aus der Faszination entwickelte sich im Laufe der Zeit eine große Sammelleidenschaft, die mit Fahrscheinen und Faltplänen begann.

### Hilkenbach als Fotograf
Im Jahre 1958 begann Hilkenbach mit einer AGFA Box die städtebaulichen Veränderungen Berlins zu dokumentieren. Bald spezialisierte er sich auf das Fotografieren der einzelnen Berliner Verkehrsmittel. Ab 1961 stand ihm dafür eine AGFA Optima III zur Verfügung, mit welcher seine bekannten Motive der West-Berliner Straßenbahn anfertigte. Durch seine Arbeit im Ost-Berliner Funkhaus Nalepastraße (Lohnzahlung in DDR-Mark) war es ihm möglich, verschiedene Reisen ins sozialistische Ausland zu unternehmen und dabei wertvolle Aufnahmen anzufertigen. Nach einer Reise durch die Volksrepublik China und Nordkorea im Jahre 1960, reiste er im Jahre 1963 in die Sowjetunion, wo er in Moskau die 1945 als Reparationsleistung abgegebenen Wagen der U-Bahn-Baureihe C dokumentierte. Bei Reisen nach Danzig in den Jahren 1964, 1967, 1970 und 1971 dokumentierte er ausgiebig die dort fahrenden Berliner S-Bahnwagen. In den folgenden Jahren fotografierte er verschiedene Straßenbahnbetriebe in der DDR und der Bundesrepublik.

### Hilkenbach als Buchautor
Bereits in den 1960er Jahren schrieb Hilkenbach Artikel für die Zeitschrift Stadtverkehr. Später kamen Aufsätze in den Berliner Verkehrsblättern und den Verkehrsgeschichtlichen Blättern hinzu.
Im Jahre 1970 wandte er sich mit einer neuen Idee an die West-Berliner Tageszeitung Der Tagesspiegel. Dieser gab seit einigen Jahren Kunstdruck-Blätter mit verschiedenen Motiven für seine Abonnenten heraus. Durch die Mitarbeit Hilkenbachs und des Zeichners Robinson (bürgerlich Werner Kruse) entstanden insgesamt vier Serien mit Motiven der Berliner Verkehrsgeschichte (1970 Straßenbahn, 1971 U-Bahn, 1972 Omnibus und 1973 Taxi, allerdings ohne Mitwirkung Hilkenbachs). Später wurden die Tagesspiegel-Kunstdruckblätter vom Verlag A. und E. Freud herausgegeben. Im Jahre 2021 zeigte das Märkische Museum einige der Straßenbahn-Zeichnungen in der Sonderausstellung Chaos & Aufbruch – Berlin 1920/2020.
1973 und 1977 veröffentlichte Hilkenbach, in Zusammenarbeit mit Wolfgang Kramer und Claude Jeanmaire beim Schweizer Verlag Eisenbahn zwei Bände über die historische Entwicklung der Berliner Straßenbahn, diesen folgten 1986 zwei Linienchroniken. Im Laufe der folgende Jahre war Hilkenbach an unzähligen weiteren Veröffentlichungen zum Thema Berliner Nahverkehr beteiligt, zuletzt schrieb er, gemeinsam mit Reinhard Schulz, 14 Bildbände zu einzelnen Linien der Berliner Straßenbahn in den 1960er Jahren.

## Privatleben
Bereits seit seiner Kindheit war Hilkenbach, zusammen mit seinen älteren Brüdern, zunächst Mitglied im Berliner Mozart-Chor, später dann im Heinrich-Schütz-Kreis und im Vokalensemble und Chor der ehemaligen Kantorei Neu-Westend. Zudem erhielten er und seine Brüder Klavierunterricht.
Im Jahre 2007 heiratete er seine langjährige Lebensgefährtin Christiane Heyde, geb. Jung (1937–2015). Das Paar hatte sich bereit 1952 in ihrer Geburtsstadt Helmstedt kennengelernt, als Hilkenbach mit dem Mozart-Chor auf Konzertreise war, verlor sich jedoch knapp 25 Jahre aus den Augen. Christiane Heyde brachte zwei Söhne aus vorangegangener Ehe, Andreas (1957–2006) und Karsten (1960–2023), mit. Die Fernsehmoderatorin Anja Heyde (geb. 1976) ist seine angeheiratete Schwiegertochter. Ferner adoptierte er 2019 die leibliche Tochter seines verstorbenen Stiefsohnes Andreas, Rebecca (geb. 1983).
Hilkenbach erlitt am Vormittag des 1. August 2024 in seinem Wohnhaus in der Clayallee einen Schlaganfall. Er wurde daraufhin ins Krankenhaus Charité Campus Benjamin Franklin eingeliefert, wo er einen zweiten Schlaganfall erlitt und ins künstliche Koma versetzt wurde. Er starb am Nachmittag des 4. August 2024.
Die Beisetzung im Familiengrab fand am 17. September 2024 auf dem Waldfriedhof Dahlem statt.

## Werke (Auswahl)

### Bücher
- Archiv Nr. 6 Berliner Strassenbahn. Die Geschichte der Berliner Strassenbahn seit 1865 (mit Wolfgang Kramer und Claude Jeanmaire), Verlag Eisenbahn, Villingen/Schweiz, 1973, ISBN 3-85649-006-X
- Archiv Nr. 31 Berliner Strassenbahn II. Ein Bericht über die Entwicklung der Strassenbahn in Berlin nach 1920 (mit Wolfgang Kramer und Claude Jeanmaire), Verlag Eisenbahn, Villingen/Schweiz, 1977, ISBN 3-85649-031-0
- Archiv Nr. 46 Die Strassenbahnlinien im westlichen Teil Berlins. Der Wiederaufbau ab 1945 und die Stillegung im Westteil der Stadt bis 1967. Erster Teil: Linien 1–54, (mit Wolfgang Kramer und Claude Jeanmaire), Verlag Eisenbahn, Villingen/Schweiz, 1986, ISBN 3-85649-046-9
- Archiv Nr. 52 Die Strassenbahnlinien im westlichen Teil Berlins. Der Wiederaufbau ab 1945 und die Stillegung im Westteil der Stadt bis 1967. Zweiter Teil: Linien 55–199, (mit Wolfgang Kramer und Claude Jeanmaire), Verlag Eisenbahn, Villingen/Schweiz, 1986, ISBN 3-85649-046-9
- Die Straßenbahnen in Berlin (mit Wolfgang Kramer). 3. Auflage, Alba Publikation Alf Teloeken, Düsseldorf 1994, ISBN 978-3-87094-351-6.
- Die Straßenbahn der Berliner Verkehrsbetriebe (BVG-Ost/BVB) (mit Wolfgang Kramer). Transpress Verlag, Stuttgart 1997, ISBN 978-3-613-71063-4.
- Berliner Straßenbahn-Chronik. Band 2: Die „Elektrische“ bei der BVG von 1929 bis 2015 (mit Wolfgang Kramer). GVE-Verlag, Berlin 2015, ISBN 978-3-89218-150-7.
- Ein Jahrhundert Berliner U-Bahn in Streckenplänen und Fotos (mit Uwe Poppel). Jaron Verlag, Berlin 2002, ISBN 978-3-89773-049-6.
- Mit der Straßenbahn durch das Berlin der 60er Jahre. Band 1: Die Linien 1, 11 und 2 (mit Reinhard Schulz). Lok-Report Verlag, Berlin 2014, ISBN 978-3-935909-31-0.
- Mit der Straßenbahn durch das Berlin der 60er Jahre. Band 14: Die Linien 84, 87 und 88 (mit Reinhard Schulz). Lok-Report Verlag, Berlin 2023, ISBN 978-3-935909-44-0.
- Berliner U-Bahn-Wagen in Hamburg? In: Verkehrsgeschichtliche Blätter, Heft 1/2021. Verkehrsgeschichtliche Blätter e.V., ISSN 0232-9042, S. 11–17.
- Reichstag im Ausnamezustand, In: Verkehrsgeschichtliche Blätter, Heft 2/2024. Verkehrsgeschichtliche Blätter e.V., ISSN 0232-9042, S. 53.
- Moskauer Metro-Geflüster, In: Lok-Report, Heft 10/2024. Arbeitsgruppe Lok-Report, ISSN 0344-7146, S. 12–13.

### Filme
- Sabine Loll: Geschichten von der Straßenbahn. Berlin und seine "Elektrische", gemeinsam mit Wolfgang Kramer, rbb, 2003.
- tram-tv Das Magazin, Interview ab Minute 9:00, 2010 (youtube.de).
- Uwe Bohrer: 3495 und "Die letzte 55", Bohrer Video, 2017.
- Sigurd Hilkenbach liest aus seiner STASI-Akte, Berlin Wall Video (youtube.de).
- Das war dann mal weg, Staffel 4, Folge 10: Verschwundene Berufe, Der Ritzenschieber (gemeinsam mit Joachim Kubig), Erstsendung am 8. September 2019 (ZDF).
- Ralf Gründer: Berlin: Treffpunkte „Erlebte Geschichte“, 29 Spurensuchen, gemeinsam mit Georg Pahl (youtube.de).